# Silvia Sperber
Silvia Sperber (ur. 9 lutego 1965 w Erpfting) – niemiecka strzelczyni sportowa. W barwach RFN dwukrotna medalistka olimpijska z Seulu.
Specjalizowała się w strzelaniu z karabinu. Igrzyska w 1988 były jej drugą olimpiadą (debiutowała w 1984). W Seulu triumfowała w trzech postawach i zajęła trzecie drugie na dystansie 10 metrów. Brała również udział w IO 92. W 1983 indywidualnie była brązową medalistką mistrzostw świata (k. pneumatyczny 10 m). Była medalistką mistrzostw Europy (brąz w trzech postawach w 1995). Medale zdobywała również w konkurencjach drużynowych. Wcześniej odnosiła sukcesy w rywalizacji juniorskiej.